# Горелкин, Николай Васильевич
Никола́й Васи́льевич Горе́лкин (1889, Москва — XX век) — советский дипломат. Чрезвычайный и полномочный посланник/посол СССР в Италии (1939—1941) и в Уругвае (1944—1952). По окончании службы - Персональный пенсионер союзного значения с пожизненным сохранением ранга чрезвычайного и полномочного посла СССР и полагающихся рангу льгот. 
Перечень наград не полный и уточняется.

## Биография
Родился в 1889 году в Москве.
Член ВКП(б). Окончил Московский энергетический институт.
С 8 октября 1939 по 22 июня 1941 года — чрезвычайный и полномочный посланник, затем  чрезвычайный и полномочный посол СССР в Италии. 22 июня 1941 года принял от министра иностранных дел Италии Чиано заявление об объявлении войны СССР. После вручения Ноты, граф Чиано в конфиденциальной беседе попросил Н.В.Горелкина передать Советскому руководству, что Италия не имеет видов на территории СССР, а будет и далее прилагать свои военные усилия в Абиссинии и сопредельных территориях, а также на Балканах. Покинул Италию 5 июля 1941 вместе с персоналом посольства. Совместно с рядом особых сотрудников посольства, за успешную эвакуацию персонала на Родину, своевременное уничтожение секретной документации и спецоборудования, награждён орденом Красной Звезды. (Получив сведения от советской разведки, что при попытке эвакуации Посольства СССР морем, корабль будет торпедирован немецкой субмариной, изменил план эвакуации на сухопутный, согласовав его с правительствами других стран (через советских послов), для безопасного пересечения границ).
В 1941—1944 годах — директор Опытного завода Всесоюзного электротехнического института им. В.И. Ленина, Затем, после эвакуации Опытного завода в г. Куйбышев, директор Подольского завода «Винилпровод» (Московская область).
С 12 ноября 1944 по 17 мая 1952 года — чрезвычайный и полномочный посланник СССР в Уругвае. Активно участвовал, вместе с особыми сотрудниками Посольства и резидентами МГБ в Латинской Америке, в выявлении нацистских преступников Германии, скрывшимися за границей, и снижении их влияния на правительства ряда стран Латинской Америки.
Два сына и дочь — Виуэль (означает Владимир Ильич Ульянов-Ленин),  (жив, 1926 г.р.), Владимир (умер) и Светлана (умерла).
Николай Васильевич Горелкин упоминается, как посол Горелкин, в исторической повести о судьбе советского разведчика в фашистской Италии, Льва Ефимовича Маневича — «Земля, до востребования», автор — Евгений Воробьев.
Также упоминается в книге Пикуля «Барбаросса».